# Amtsgericht Tönning
Das Amtsgericht Tönning war ein preußisches Amtsgericht mit Sitz in Tönning.

## Geschichte
Mit der Annexion Schleswig-Holsteins wurden 1867 in der nunmehr preußischen Provinz fünf Kreisgerichte und das übergeordnete Appellationsgericht Kiel eingerichtet. Als Eingangsgerichte wurden Amtsgerichte geschaffen, darunter das Amtsgericht Tönning als eines von zwölf Amtsgerichten des Kreisgerichts Schleswig. Den Gerichtssprengel bildete die Stadt Tönning und der östliche Teil der Landschaft Eiderstedt. Mit dem Inkrafttreten des deutschen Gerichtsverfassungsgesetzes am 1. Oktober 1879 wurden reichsweit einheitlich Amts-, Land- und Oberlandesgerichte geschaffen. Das Amtsgericht Tönning blieb bestehen und war nun dem Landgericht Flensburg nachgeordnet. Sein Gerichtsbezirk umfasste nun den Kreis Eiderstedt ohne den Teil, der dem Amtsgericht Garding zugeordnet war. Am Gericht bestand 1880 eine Richterstelle. Das Amtsgericht war damit ein kleines Amtsgericht im Landgerichtsbezirk.
Im Jahre 1975 wurde das Amtsgericht Tönning aufgehoben.

## Gerichtsgebäude
Das Gerichtsgebäude stammt aus dem Jahr 1856 und ist ein zweigeschossiger, traufständiger, geschlämmter Backsteinbau unter Walmdach mit symmetrische Fassade über fünf Achsen und einem mittiger Segmentbogeneingang unter Zierverdachung. Das Gerichtsgebäude (Westerstraße 16) steht unter Denkmalschutz.